# Giải MAMA cho Nam nghệ sĩ xuất sắc nhất
Giải MAMA cho Nam nghệ sĩ xuất sắc nhất (tiếng Hàn: 남자 가수상), trước đây là Giải thưởng Âm nhạc Châu Á Mnet cho Nam nghệ sĩ xuất sắc nhất, là một giải thưởng được trao hàng năm bởi CJ E&M (Mnet) tại lễ trao giải MAMA cho nam nghệ sĩ đạt thành tích xuất sắc nhất trong ngành công nghiệp âm nhạc của năm. Giải được trao lần đầu tiên cho Lee Seung-hwan (với bài hát "A Request") tại lễ trao giải Mnet Video Music Awards (tên gọi ban đầu của giải MAMA) lần thứ nhất vào năm 1999.

## Danh sách nghệ sĩ được đề cử và giành chiến thắng

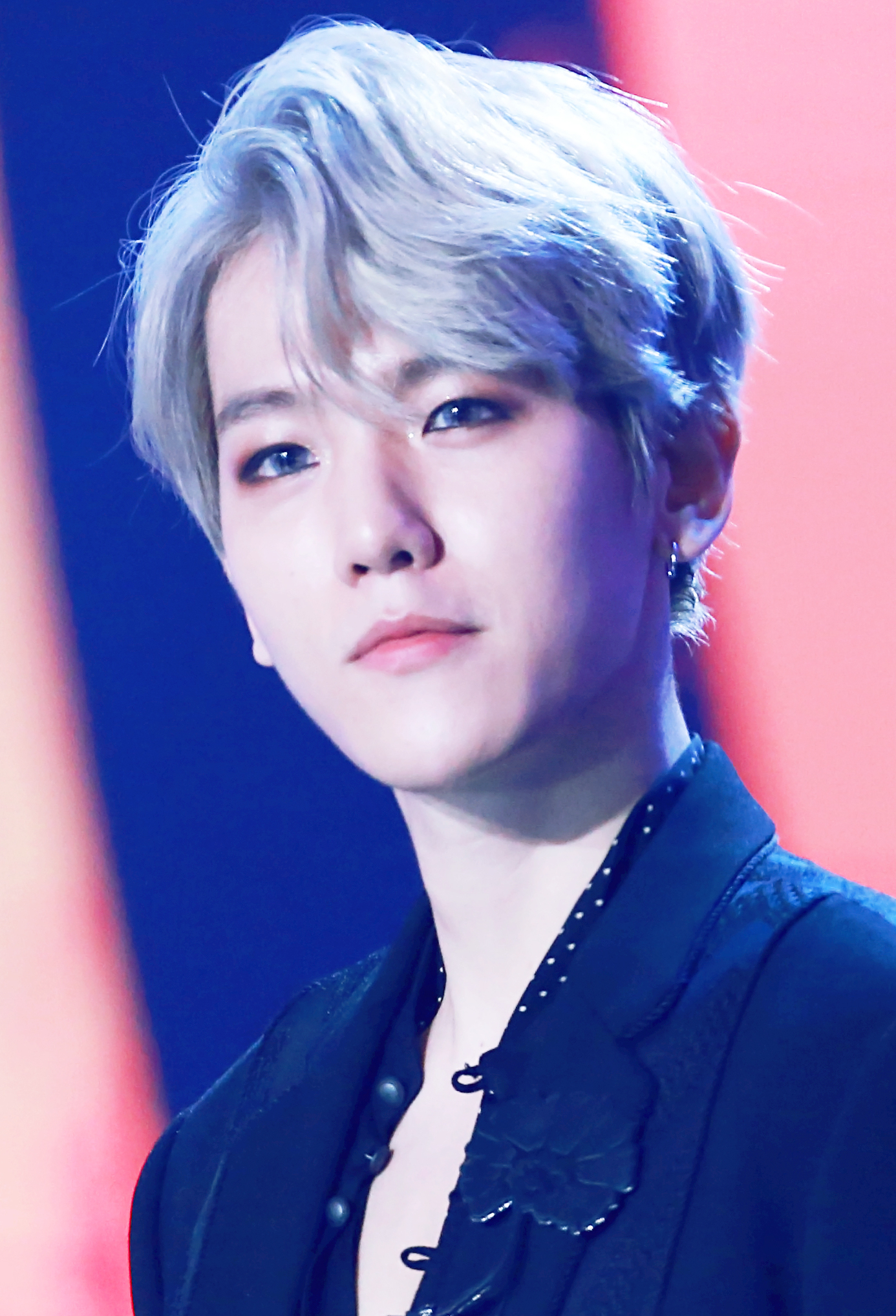
Baekhyun đã giành chiến thắng 3 lần liên tiếp (2019-21)

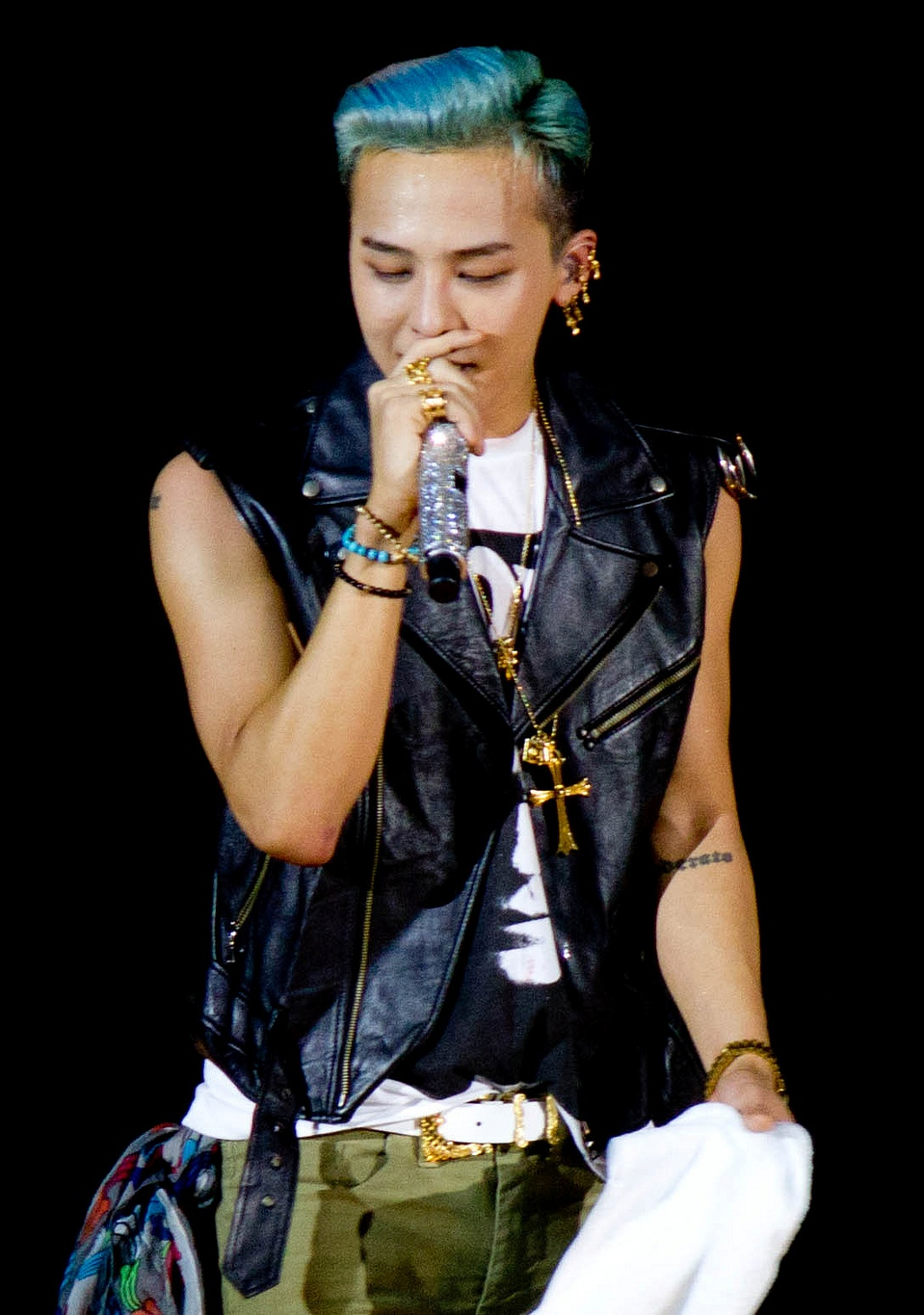
G-Dragon đã giành chiến thắng 2 lần liên tiếp (2012-13)

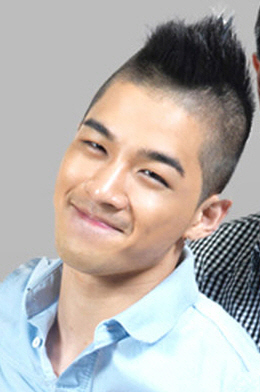
Taeyang đã giành chiến thắng 2 lần (2010, 14)

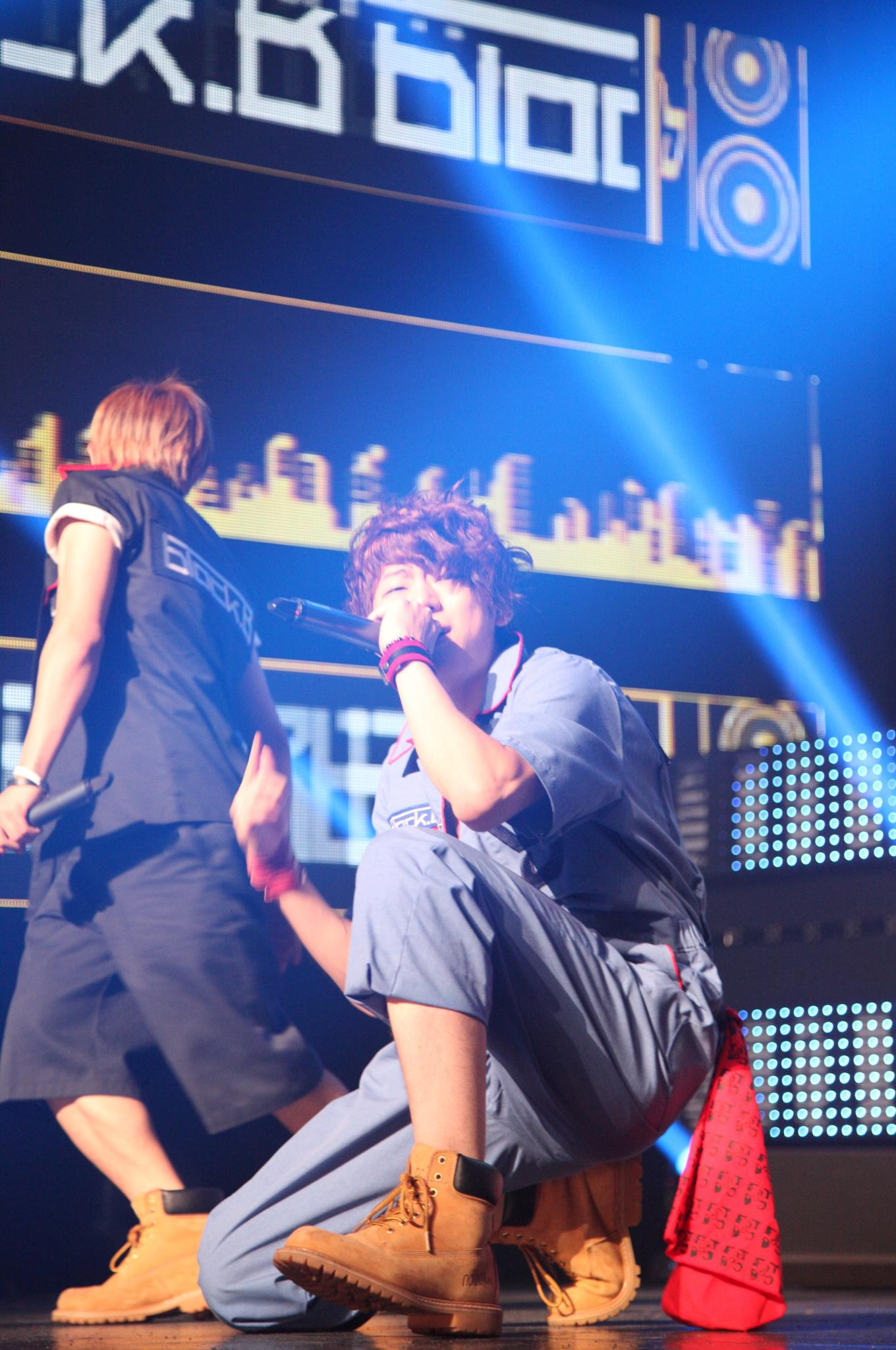
Zico đã giành chiến thắng 2 lần liên tiếp (2016-17)

### Thập niên 1990–2000
| Năm  | Nghệ sĩ giành chiến thắng | Bài hát                | Đề cử |
| ---- | ------------------------- | ---------------------- | --- |
| 1999 | Lee Seung-hwan            | "A Request"            | - Park Jin-young – "Kiss Me" - Yoo Seung-jun – "Passion" - Jo Sung-mo – "For Your Soul" - K2 – " To Her Lover"                              |
| 2000 | Shin Seung-hun            | "The Unwritten Legend" | - Seo Taiji – "Ultramania" - Lee Seung-hwan – "Live A Long Long Time" - Jo Sung-mo – "Do You Know" - Hong Kyung-min – "Shaky Friendship"    |
| 2001 | Kangta                    | "Polaris"              | - Moon Hee-joon – "Alone" - Yoo Seung-jun – "Wow" - Im Chang-jung – "Reason To Wait" - Jo Sung-mo – "Goodbye My Love"                       |
| 2002 | Sung Si-kyung             | "We Make A Good Pair"  | - Kangta – "Memories" - Moon Hee-joon – "Generous" - Shin Seung Hun – "If We Can Part Even Though We Love" - Lee Seung-hwan – "Mistake"     |
| 2003 | Wheesung                  | "With Me"              | - Kim Gun-mo – "Wedding Invitation" - Rain – "Ways To Avoid The Sun" - Lee Juck – "I Didn't Know That Time" - Jo Sung-mo – "Piano"          |
| 2004 | Se7en                     | "Passion"              | - Rain – "It's Raining" - Seo Taiji – "Robot" - MC Mong – "180°" - Wheesung – "Incurable Disease"                                           |
| 2005 | Kim Jong-kook             | "Standstill"           | - MC Mong – "Invincible" - YB – "It Must Have Been Love" - Jo Sung-mo – "Mr. Flower" - Wheesung – "Goodbye Luv"                             |
| 2006 | Rain                      | "I'm Coming"           | - Psy – "Entertainer" - Seven – "I Know" - Lee Seung-gi – "Hard to Say" - Lee Seung-chul – "Scream"                                         |
| 2007 | Lee Seung-gi              | "White Lie"            | - Park Hyo-shin – "Memories Resembles Love" - Shin Hye-sung – "The First Person" - Eru – "Because We Are Two" - Lee Juck – "It's Fortunate" |
| 2008 | Seo Taiji                 | "Moai"                 | - Kim Dong-ryool – "Let's Start Again" - Taeyang – "Look At Me Only" - Toy – "Rockin' On Heaven's Door" - MC Mong – "Disco"                 |
| 2009 | Tiger JK                  | "Monster"              | - Rain – "Rainism" - Lee Seung-chul – "Broken Fingernails" - G-Dragon – "Heartbreaker" - MC Mong – "Indian Boy"                             |

### Thập niên 2010–2020
| Năm  | Nghệ sĩ giành chiến thắng | Bài hát                | Đề cử |
| ---- | ------------------------- | ---------------------- | --- |
| 2010 | Taeyang                   | "I'll Be There"        | - Psy – "Right Now" - Rain – "Love Song" - Seven – "Better Together" - Wheesung – "I Thought to Marry"                      |
| 2011 | Kim Hyun-joong            | "Break Down"           | - Kim Bum-soo – "Last Love" - Kim Tae-woo – "Echo" - Sung Si-kyung -"I Like" - Wheesung – "Heartsore Story"                 |
| 2012 | G-Dragon                  | "Crayon"               | - K.Will – "I Need You" - Park Jin-young (JYP) – "You're The One" - Se7en – "When I Can't Sing" - Psy – "Gangnam Style"     |
| 2013 | G-Dragon                  | "Crooked"              | - Psy – "Gentleman" - Lee Seung-gi – "Return" - Lee Seung-chul – "My Love" - Cho Yong-pil – "Bounce"                        |
| 2014 | Taeyang                   | "Eyes, Nose, Lips"     | - Roy Kim – "Home" - Rain – "30 Sexy" - Seo Taiji – "Christmalo.win" - Im Chang-jung – "Ordinary Song"                      |
| 2015 | Park Jin-young            | "Who's Your Mama?"     | - Zion.T – "Eat" - Kyuhyun – "At Gwanghwanmun" - Jung Yong Hwa – "One Fine Day" - Jonghyun – "Deja-Boo"                     |
| 2016 | Zico                      | "I Am You, You Are Me" | - Park Hyo-shin – "Breath" - Psy – "Daddy" - Im Chang-jung – "Love Again" - Crush – "Don't Forget (ft. Taeyeon)"            |
| 2017 | Zico                      | "Artist"               | - Yoon Jong-shin – "Like It" - G-Dragon – "Untitled, 2014" - Zion.T – "This Song" - Psy – "New Face"                        |
| 2018 | Roy Kim                   | "Only Then"            | - Dean – "Instagram" - Park Hyo-shin – "Sound of Winter" - Zico – "Seoulmate (feat. IU)" - Hwang Chi Yeul – "The Only Star" |
| 2019 | Baekhyun                  | "UN Village"           | - Park Hyo-shin – "Goodbye" - Mino – "Fiancé" - Taemin – "Want" - Paul Kim – "Empty"                                        |
| 2020 | Baekhyun                  | "Candy"                | - Kang Daniel – "Who U Are" - Park Jin-young – "Fever" - Taemin – "Criminal" - Zico – "Any Song"                            |
| 2021 | Baekhyun                  | "Bambi"                | - D.O – "Rose" - Kai – "Mmmh" - Kang Daniel – "Paranoia" - Lee Mu-jin – "Traffic Light"                                     |

## Kỷ lục
Tính đến năm 2020, 4 nghệ sĩ đã giành được giải MAMA cho Nam nghệ sĩ xuất sắc nhất nhiều hơn một lần.
3 lần
- Baekhyun

2 lần
- G-Dragon
- Taeyang
- Zico